# Обърнат цикъл на Кребс
Обърнатият цикъл на Кребс (също и обърнат цикъл на трикарбоновите киселини или обърнат цикъл на лимонената киселина) е последователност от биохимични реакции, използвана от някои бактерии за синтеза на органични съединения от въглероден диоксид и вода.
Този матаболитен път представлява цикъла на Кребс протичащ в обратен ред: Докато при цикъла на Кребс органична материя се окислява до неорганичните въглероден диоксид и вода, то при обърнатия цикъл за използват въглероден диоксид и вода за синтеза на органични съединения.
Този процес използван от някои бактерии за синтез на органични вещества полза като електронни донори водород, сулфиди или тиосулфати. Този процес е алтернатива на далеч по-разпространения начин за синтез на органична материя – фотосинтезата.
Възможно е реакцията да се е осъществявала в пребиотични условия на ранната Земя и представлява интерес за изследователите на произхода на живота. Установено е, че някои от стъпките на цикъла могат да бъдат катализирани от минерали.